# Publicitat per píxel
La publicitat per píxel és una forma de publicitat visual a Internet en la qual el cost de cada anunci és calculat depenent en el nombre de píxels que ocupa.
La publicitat per píxel va guanyar popularitat a finals del 2005, quan l'estudiant anglès Alex Tew va crear un lloc web anomenat The Million Dollar Homepage en el qual venia un milió de píxels d'espai d'anuncis, a un preu d'1 dòlar per píxel.
Existeixen molts llocs web amb varietats diferents de composicions que allotgen anuncis per píxels. Alguns llocs més nous en tenen característiques addicionals que permeten ampliar la imatge perquè l'anunci aparega quan els visitants passa el cursor sobre el petit píxel corresponent, mentre que altres permeten anuncis de píxels que es compren per un període limitat de temps.